# 风兜柯
风兜柯（学名：Lithocarpus cucullatus）为壳斗科柯属的植物，是中国的特有植物。分布在中国大陆的广东等地，生长于海拔700米至1,200米的地区，多生长于山谷常绿阔叶林中，目前尚未由人工引种栽培。